# Провулок Марії Заньковецької (Житомир)
 Провулок Марії Заньковецької  — провулок в Корольовському районі Житомира. Названий на честь української акторки та театральної діячки Марії Заньковецької.

## Розташування
Знаходиться в місцині Путятинка. Бере початок від вулиці Святослава Ріхтера та прямує на південний захід. Закінчується в житловому масиві, не доходячи до вулиці Великої Бердичівської, на перетині з 1-м Бердичівським провулком.
Довжина провулку — 230 метрів.

## Історія
До 29 червня 2016 року мав назву «2-й Першотравневий провулок».
Відповідно до розпорядження був перейменований на провулок Марії Заньковецької.